# فيكتوراس بيرزييسكا
فيكتوراس بيرزييسكا (23 فبراير 1886 - 27 يناير 1964، شيكاغو) (بالليتوانية: Viktoras Biržiška) هو رياضياتي ومهندس وصحفي ليتواني.

## مسيرتها
ساهم رفقة إخوته ميكولاس بيرزييسكا وفاكلوفاس بيرزيسكا بشكل كبير في النهضة الوطنية الليتوانية.
درس الرياضيات والهندسة في جامعة سانت بطرسبرغ الحكومية في روسيا بين عامي 1904 و 1908، وبعد ذلك في معهد سانت بطرسبرغ الحكومي للتكنولوجيا في الفترة من 1909 حتى 1914.
بعد الانتهاء من دراسته، تم تعيينه مديرا في مصنع للذخائر في سانت بطرسبرغ من عام 1914 إلى عام 1920. تم سجنه من قبل البلاشفة وعاد إلى ليتوانيا بعد تبادل الأسرى. أثناء وجوده في فيلنيوس، درّس في المدرسة الثانوية الليتوانية.

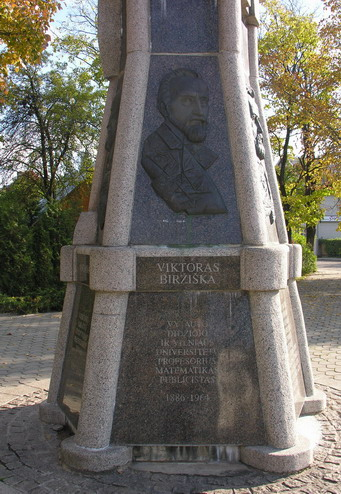
نصب تذكاري للإخوة بيرزييسكا الثلاثة في فيسكشنياي